# Geschützter Landschaftsbestandteil Obstwiese am Hof Altefeld
Der Geschützte Landschaftsbestandteil Obstwiese am Hof Altefeld mit 0,45 ha Flächengröße liegt im Stadtgebiet von Marsberg südwestlich von Erlinghausen im Hochsauerlandkreis. Das Gebiet wurde 2008 mit dem Landschaftsplan Marsberg durch den Kreistag des Hochsauerlandkreises als Geschützter Landschaftsbestandteil (LB) ausgewiesen. Östlich des LB liegt der Bauernhof Altefeld. Auf den anderen Seiten grenzt das Landschaftsschutzgebiet Platte an.

## Beschreibung
Der Landschaftsplan führt zum LB aus: „Westlich des Hofes Altefeld stockt eine landschaftsprägende Obstwiese, die mit ihren zahlreichen und gepflegten Baumindividuen – überwiegend Äpfel – ein gliederndes und belebendes Landschaftselement darstellt. Im Ensemble mit der angrenzenden Hofstelle sowie den umgebenden Viehweiden bildet sie einen geradezu beispielhaften, bäuerlich geprägten Kulturlandschaftsausschnitt, wie er im Sauerland nicht (mehr) allzu häufig anzutreffen ist. Im Norden wird die Obstwiese durch einen wegebegleitenden Gehölzstreifen ergänzt, auf dem etliche Alteichen den Großbaumbestand des Hofgeländes komplettieren (hier nicht erfasst).“

## Schutzzweck
Die Ausweisung als LB erfolgte:
- Zur Erhaltung, Entwicklung oder Wiederherstellung der Leistungs- und Funktionsfähigkeit des Naturhaushaltes
- Zur Belebung, Gliederung oder Pflege des Orts- und Landschaftsbildes
- Zur Abwehr schädlicher Einwirkungen

Das LB stellt, wie die anderen LBs im Landschaftsplangebiet, einen herausragenden Lebensraum für die ökologischen Leistungsfähigkeit des Naturhaushaltes dar. Dient ferner als landschaftsgliederndes und -belebendes Element. Die Ausweisung dient der Abwehr realer oder potenzieller schädlicher Einwirkungen durch Pflanzenentnahme, Relief- oder Gewässerveränderungen usw.